# Sındırgı
Sındırgı ist eine Stadt im gleichnamigen Landkreis der türkischen Provinz Balıkesir und gleichzeitig ein Stadtbezirk der 2012 geschaffenen Büyükşehir belediyesi Balıkesir (Großstadtgemeinde/Metropolprovinz). Seit einer Gebietsreform 2012 ist die Kreisstadt flächen- und einwohnermäßig identisch mit dem Landkreis.
Die im Stadtsiegel abgebildete Jahreszahl 1884 dürfte auf das Jahr der Erhebung zur Gemeinde (Belediye/Belde) hinweisen.
Neben der Kreisstadt bestand der Kreis bis Ende 2012 aus drei Belediye (Gölcük, Yaylabayır und Yüreğil) und 64 Dörfern (Köy), zusammengefasst in drei Bucaks: Düvertepe  (18), Gölcük (4) sowie dem zentralen Bucak (Merkez; 42 Dörfer). Diese Dörfer und die drei Belediye wurden während der Verwaltungsreform in Mahalles umgewandelt, die sechs Mahalles von Sındırgı blieben unverändert.
Der Landkreis liegt im Südosten der Provinz. Er grenzt im Westen an den zentralen Landkreis, im Norden an Bigadiç, im Osten an Dursunbey und an die Provinz Kütahya sowie im Süden an die Provinz Manisa. Die Stadt liegt an der Straße, die von der aus Bigadiç kommenden D 555 nach Südwesten in Richtung Akhisar abzweigt. Im Nordosten des Landkreises liegt der Ulus Dağı, ein Teil des Bergzugs Alacam Dağı, im Südosten der Kepez Dağı (auch Simav Dağları). Drei Kilometer östlich der Kreisstadt liegt der Stausee Çaygören Barajı, der durch die aufgestauten Quellflüsse des Simav Çayı, des antiken Makestos, gebildet wird.

## Söhne und Töchter der Stadt
- Cengiz Ünder (* 1997), Fußballspieler